# Енергія активації

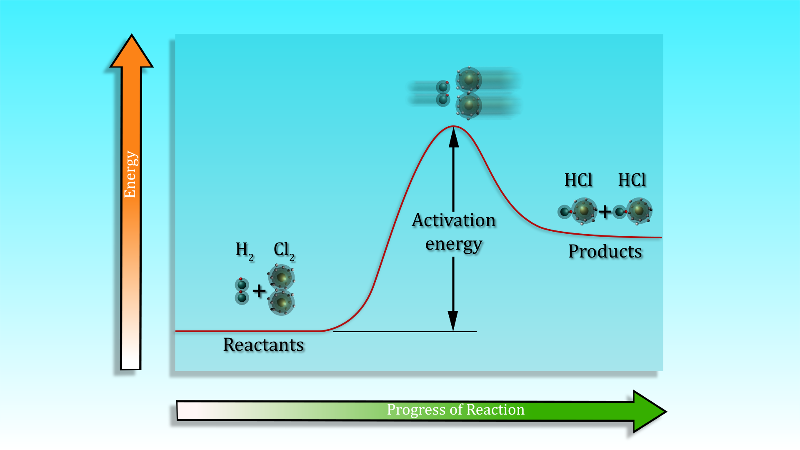
Потенційна крива реакції та енергія активації

Енергія активації {\displaystyle (E_{a})} — характерний параметр процесів, зокрема хімічних реакцій, кінетика яких описується рівнянням Арреніуса.
Енергія активації описує потенціальний бар'єр, який повинні подолати частинки для того, щоб реакція відбулася. При підвищенні температури доля частинок із кінетичною енергією, достатньою для подолання бар'єру, збільшується.
Енергія активації вимірюється зазвичай у Дж/моль (J/mol), кДж/моль (kJ/mol) або ккал/моль (kcal/mol).

## Залежність від температури та відношення до рівняння Арреніуса
Швидкість реації яка враховує частоту зіткнень і частку перевищенни необхідної енергії визначається за формулою:
{\displaystyle k=A(T)*EXP(-E/RT)},
де:
{\displaystyle A} — предекспоненціальній фактор реакції;
{\displaystyle T} — абсолютная температура (зазвичай в Кельвінах);
{\displaystyle R} — універсальна газова постійна, J/molK;
{\displaystyle E} — енергія активації, постійна даної реакції, J/molK;
{\displaystyle EXP} — Excel EXP функція;
Предекспоненціальній множник {\displaystyle A(T)} характеризує частоту зіткнень реагуючих молекул і його вважаємо постійною величиною, у зв'язку з досить повільною залежністю від температури (оцінки цього параметра в діапазоні температур від 200⁰С до 300⁰С призводить до зміни частоти зіткнень {\displaystyle A} лише на 10 %). Тоді рівняння приймає вигляд рівняння Арреніуса (the Arrhenius form for {\displaystyle k}), з якого можна знайти енергію активації:
{\displaystyle k=A*EXP(-{\frac {E}{RT}})},
де:
{\displaystyle A} — предекспоненціальній фактор (множник) реакції (який слабко залежить від температури);
{\displaystyle T} — абсолютная температура (зазвичай в Кельвінах);
{\displaystyle R} — універсальна газова постійна, J/molK;
{\displaystyle E_{a}} — енергія активації, постійна даної реакції, J/molK;
У фізиці закон Арреніуса частіше записують у вигляді
{\displaystyle k=Ae^{-E_{a}/k_{B}T}},
де {\displaystyle k_{B}} — стала Больцмана. При такому записі енергія активації записується в розрахунку на одну частинку і має розмірність енергії. Найчастіше її значення наводиться в електронвольтах.

## Ефективна енергія активації
Значення енергії активації, розраховане за рівнянням Арреніуса з використанням виміряних при різних температурах швидкостей складеної реакції чи коефіцієнтів реакції (часто є алгебраїчною сумою кількох енергій активації елементарних стадій, а загалом — складною функцією енергій активації та теплот окремих рівноважних стадій).